# Русское Небо (авиакомпания)
Русское Небо — ныне недействующая российская авиакомпания, выполнявшая чартерные рейсы из московского аэропорта Домодедово. Предприятие прекратило свою деятельность в 2014 году.

## История

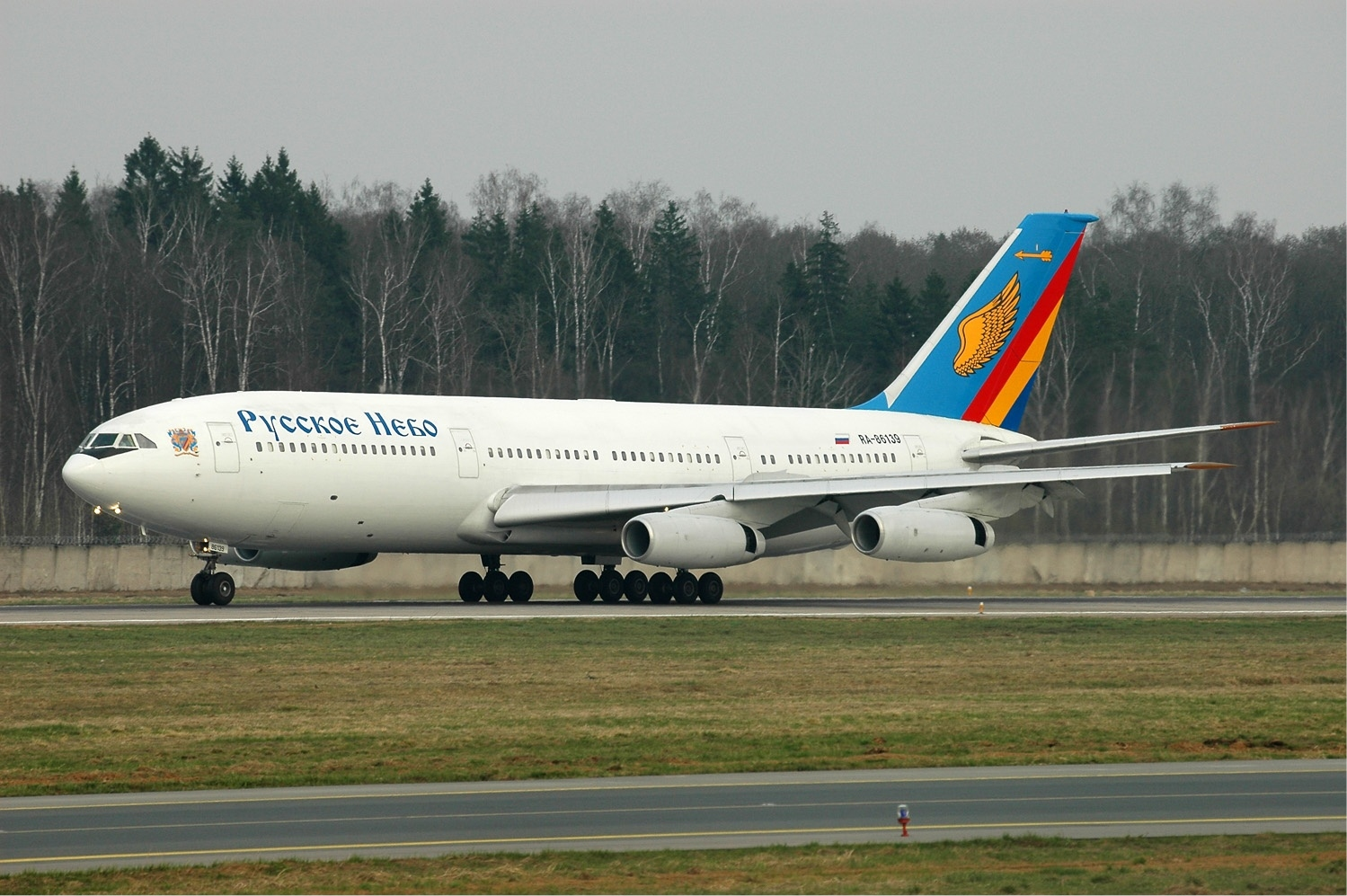
Russian Sky Airlines Ил-86 в аэропорту Домодедово

Авиакомпания была создана 27 ноября 1995 года как «Ист Лайн Эйр», которой позднее 8 февраля 1996 года было выдано свидетельство № 61 от органов гражданской авиации России. Этот Сертификат давал авиакомпании право на эксплуатацию всех типов отечественных гражданских самолетов. С 3 января 1996 года Ист Лайн Эйр стала членом ИАТА. В 1997 году авиакомпания была переименована в East Line Airlines, а 4 сентября 1997 года был утвержден новый Сертификат эксплуатанта с тем же номером, который впоследствии был продлен в соответствии с правилами Федеральных авиационных властей. Авиакомпания «Ист Лайн» входила в группу «Ист Лайн», которой принадлежит аэропорт Домодедово. Они также были одним из ведущих грузоперевозчиков в России.
В мае 2004 года произошла смена акционеров авиакомпании «Ист Лайн». Внеочередным собранием акционеров авиакомпании «Ист Лайн», состоявшимся 7 июня 2004 г., принято решение о передаче полномочий единоличного исполнительного органа Управляющей организации — Авиагруппе «Русское Небо», и 21 октября 2004 г. Авиакомпания «Ист Лайн» была переименована в «Русское Небо» без смены юридического лица.
В 2005 году авиакомпания была приобретена авиакомпанией «ВИМ-Авиа».

## Флот

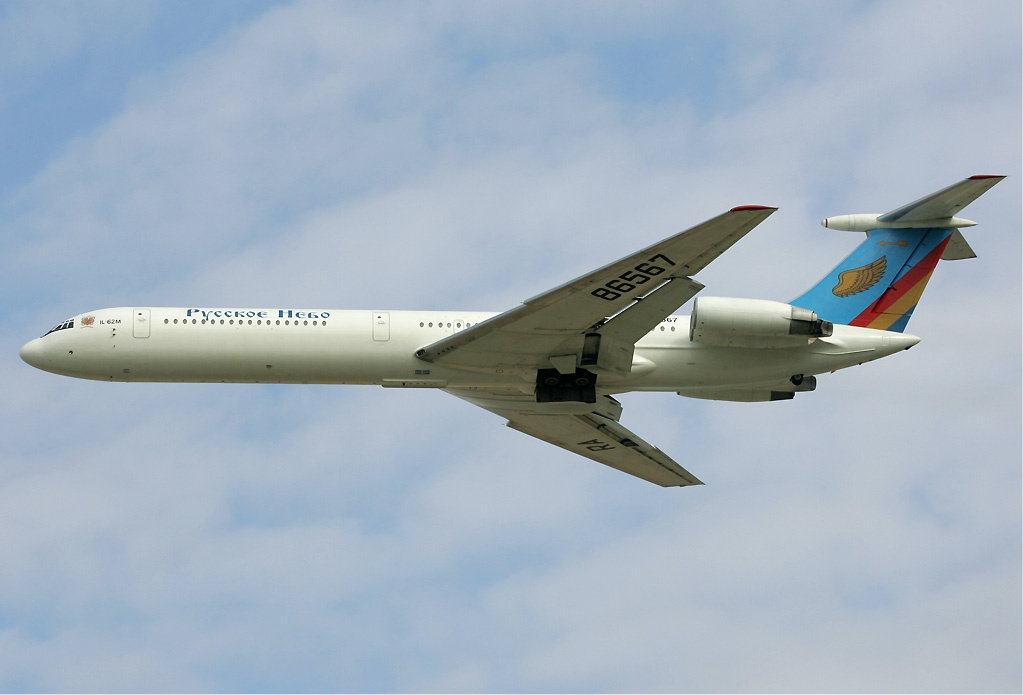
Ил-62

По состоянию на август 2006 года, флот авиакомпании включал следующие воздушные суда:
- 4 Ил-76ТД
- 1 Ту-154М

### Ранее действовавший флот
По состоянию на январь 2005 года, флот авиакомпании состоял из следующих воздушных судов:
- 2 Ан-12БК
- 1 Ил-62М
- 1 Ил-76Т
- 3 Ил-86
- 1 Ту-134А
- 1 Ту-154Б-2
- 1 Як-42